# Daniel Fatiaki
Daniel (Taniela) Vafo’ou Fatiaki, né en 1954 dans le village d'Upu sur l'île de Rotuma, est un juge fidjien.

## Biographie
Fils de l'un des premiers Rotumiens à avoir un diplôme universitaire, Daniel Fatiaki est élevé dans la foi catholique et éduqué dans des écoles catholiques (primaire puis secondaire) de Suva. Il étudie le droit à l'université d'Auckland et est admis au barreau de Nouvelle-Zélande en 1976. Il y pratique deux ans le métier de barrister (avocat plaidant) avant de retourner aux Fidji. Il y travaille au bureau du procureur jusqu'à 1985, date à laquelle il établit son propre cabinet. En 1988, à la suite du coup d'État militaire de 1987, il est nommé juge à la Cour suprême des Fidji. 
Lors du coup d'État de 2000 aux Fidji, il recommande au président de la république, Ratu Sir Kamisese Mara, d'abroger la Constitution comme le demandent les putschistes menés par George Speight. En 2002, le Premier ministre Laisenia Qarase, proche des putschistes, le fait nommer juge-en-chef des Fidji (en), malgré l'avis contraire d'organisations fidjiennes des droits de l'homme et du chef de l'opposition Prem Singh, qui pointent sa complicité dans le coup d'État de 2000. Il est vivement critiqué à nouveau quelques mois plus tard par des organisations des droits de l'homme ainsi par un éditorial du journal The Fiji Times pour avoir dit qu'il ne voyait pas « d'urgence » à traiter la question constitutionnelle de la légalité du gouvernement Qarase. À la suite du coup d'État de 2006, qui se veut un contre-coup à celui de 2000, le gouvernement militaire en janvier 2007 limoge Daniel Fatiaki pour son rôle dans les événements de l'an 2000, et le remplace par Anthony Gates (en).
En 2009 il est nommé juge à la Cour suprême de Vanuatu. En 2014 il dispose que le droit coutumier ou kastom ne peut se substituer aux lois adoptées par le Parlement dans une affaire de droit pénal : Un pasteur qui a pris part à une cérémonie coutumière pour demander pardon d'avoir commis un acte incestueux n'est pas, de ce fait, dispensé de la peine de prison prévue par la loi. Il quitte cette fonction en 2019, et est nommé cette même année juge à la Cour d'appel de Nauru, tribunal nouvellement créé par le gouvernement de Nauru comme instance d'appel. À ce poste, il lui est demandé par le gouvernement de condamner les « Dix-Neuf de Nauru », dix-neuf opposants politiques au gouvernement arrêtés « pour une manifestation globalement pacifique » et reconnus par Amnesty International comme étant poursuivis pour « des motivations politiques ». Daniel Fatiaki déclare tous les accusés coupables : quatre pour agression, onze pour émeutes et deux pour être entrés illégalement dans les locaux du Parlement. Il les condamne à entre trois et onze mois de prison ferme, dont une peine de onze mois de prison à l'encontre du député d'opposition Mathew Batsiua,,,. En janvier 2021 il est fait juge en chef de Nauru ; le président de la république, Lionel Aingimea, explique en le nommant que ce sont « sa fermeté et sa robustesse qui l'ont amené à être notre juge en chef »,. 